# Boophis viridis
Boophis viridis is een kikker uit de familie gouden kikkers (Mantellidae). De soort werd voor het eerst wetenschappelijk beschreven door Rose Marie Antoinette Blommers-Schlösser in 1979. De soort behoort tot het geslacht Boophis. De soortaanduiding 'viridis' betekent groen.

## Leefgebied
De kikker is endemisch in Madagaskar. De soort komt voor in het oosten van het eiland, vooral in de subtropische bossen van Madagaskar en leeft op een hoogte van 350 tot 1000 meter boven zeeniveau. De soort komt ook voor in Nationaal park Masoala.